# 宮原朋宏
宮原 朋宏（みやはら　ともひろ、1967年2月14日 - ）は、日本の実業家。日東富士製粉代表取締役社長、製粉協会会長。

## 人物・来歴
東京都出身。

### 経歴
- 1989年 - 一橋大経済学部卒業、三菱商事入社。
- 2011年 - 三菱商事農産ユニット統括マネージャー。
- 2013年 - 三菱商事生活農水産本部農産部長。
- 2016年 - 三菱商事生活消費財本部アジア消費財部長。
- 2018年 - MC FOOD HOLDINGS ASIA PTE.,LTD Managing Director。
- 2023年
  - 4月 - 日東富士製粉顧問
  - 6月 - 日東富士製粉代表取締役社長
  - 8月 - 製粉協会会長